# Narodiči
Narodiči (ukrajinsko Народичі) je naselje mestnega tipa v Žitomirski oblasti oblasti na severu Ukrajine. Nekdaj je bilo upravno središče Narodičevskega rajona, danes pa je del Korostenskega rajona in leži na severni strani reke Už, 134 kilometrov severozahodno od Kijeva. Leta 2020 je prebivalstvo štelo približno 2.867 ljudi. 
Černobilska nesreča leta 1986 je imela izredno negativen vpliv na vsa področja življenja v Narodičih. Po podatkih kabineta ministrov Ukrajine z dne 23. julija 1991 je bil Narodiči evakuiran in je bil eno najbolj prizadetih območij zaradi sevanja, saj je prizadelo približno 93.000 ljudi v naselju in okoliškem območju, od tega 20.000 otrok. To je privedlo do prenehanja vseh industrijskih podjetij in ena od dveh srednjih šol je ostala zaprta. Na ulicah Narodičev je veliko zapuščenih hiš in dotrajanih zgradb izobraževalnih in zdravstvenih ustanov. Vitalne funkcije mesta se postopoma vzpostavljajo.